# Administration royale en France
L'admistration royale en France est mise en place au XIIIe siècle et se spécialise par corps. Elle couvre les domaines de justice, de police et de finance. Souvent différenciée par région, pays d'État ou pays d'élection, elle devient progressivement un des principaux instruments de pouvoir de la monarchie absolue sous l'Ancien Régime, se centralise et devient une « monarchie administrative ». Les fonctionnaires y développent un esprit de corps qui continue après la Révolution.

## Historique

### XIIIesiècle: Conseil du roi, Chambre des comptes, parlement
Au Moyen Âge, les administrations en France sont d'abord très réduites et décentralisées au niveau seigneurial. C'est au XIIIe siècle que se met en place un appareil administratif centralisé : les conseillers du roi se réunissent au sein d'une curie royale pour gérer le domaine royal.
Sous Saint Louis, les conseillers se répartissent en plusieurs corps. Ce sont le Conseil du roi, plus tard divisé en plusieurs instances, la Chambre des comptes ou Cour des comptes, et le parlement.

### Administrations régionales, intendances
Les institutions administratives diffèrent selon le type de régions. Les pays d'états sont assez autonomes dans leur organisation administrative. En revanche, les pays d'élection sont soumis à l'ordre administratif central. Les « élus » sont nommés par le roi, à partir du XIVe siècle, pour percevoir les impôts. Ils sont contrôlés par des officiers appelés « élus généraux » puis trésoriers de France.
Des missions d'inspection ponctuelle sont confiées à partir du XVe siècle à des membres du Conseil royal, avec pouvoir de contrôle sur toute l'administration d'un territoire ou « généralité ». Ces missions tendent à devenir permanentes. Leur titulaire est appelé « intendant » à partir de 1600.

### Instrument fort du pouvoir central sous Louis XIV
Sous Louis XIV, l'administration se renforce et se centralise davantage. Le gouvernement est constitué du Conseil du roi, du principal ministre, des secrétaires d'État, des diverses surintendances. L'administration repose sur un système à trois catégories de personnel : les officiers propriétaires de leur charge, inamovibles ; les officiers ou commissaires nommés par le roi ; les fermiers généraux qui font l'avance de l'impôt indirect puis le prélèvent pour leur propre compte.
Les officiers propriétaires de charges sont 44 000 sous Louis XIV ; comme les officiers nommés par le roi, ils emploient et rémunèrent eux-mêmes leurs employés. La ferme générale, instaurée par Colbert en 1660, a beaucoup plus de fonds et emploie encore plus de personnel. Les pays d'État ont une administration relevant de la province ; les villes « privilégiées » ont leur propre administration communale.
L'administration de la justice est assurée par les bailliages, prévôtés, sénéchaussées. Les parlements font office de cours d'appel, traitent les principales affaires et enregistrent les actes royaux. La cour des Aides traite le contentieux fiscal. La Cour des monnaies et la Cour des comptes gèrent l'émission monétaire, la comptabilité publique, les lettres de noblesse.
Toujours sous Louis XIV, le contrôle royal est étendu à tous les employés. Le personnel des secrétariats d'État incorpore de nombreux commis, préfigurant les hauts fonctionnaires, et que Saint-Simon appelle des « tiercelets de ministres ». Des charges administratives mineures, dans le domaine des manufactures et du commerce, sont vendues à la fin du XVIIe siècle, pour renflouer les caisses de l'État.
Pour administrer les provinces, Colbert utilise surtout l'intendant de justice, police et finance de chaque généralité. L'intendant est l'œil du roi dans la généralité et prend le pas sur le gouverneur et le lieutenant général. Il désigne des subdélégués pour le seconder dans les principales villes de la province. Le personnel de l'intendance croît en même temps que son pouvoir.

### Mutation de l'appareil administratif, conséquences
La multiplication du nombre de petites charges administratives entraîne la mutation d'une monarchie judiciaire avec de grands offices et de grandes charges, vers une « monarchie administrative » où la dissémination et le nombre de petites charges permet à l'État de tout contrôler.
D'autre part, les nombreux agents de l'État, d'origine variée, développent un esprit de corps qui durera encore dans les diverses administrations après la Révolution française, comme l'indique Tocqueville.